# Сімон Фалет
Сімон Фалет (фр. Simon Falette, нар. 19 лютого 1992, Ле-Ман) — французький та гвінейський футболіст, захисник клубу «Ганновер 96».

## Ігрова кар'єра
Народився 19 лютого 1992 року в місті Ле-Ман в родині футболіста з Французької Гвіани Альбера Фалета, який грав за «Ле-Ман». З 1995 року Альбер став грати, а потім і тренувати «Тур». Саме в цьому клубі і почав займатись футболом Сімон.
З 2007 року Сімон перебував в академії клубу «Лор'ян», а з 2010 року став залучатись до матчів дублюючої команди в аматорському чемпіонаті. У першій команді він дебютував 18 лютого 2012 року в домашню матчі Ліги 1 проти «Лілля» (0:1). Цей матч так і залишився єдиним для гравця за основу в тому сезоні, по завершенні якого підписав свій перший професійний контракт з клубом на три роки і для отримання ігрової практики здавався в оренду в клуби Ліги 2 «Лаваль» та «Брест». У команді з Бреста Фалет створив основну пару захисників з Ісмаелем Траоре, в результаті чого після закінчення оренди він залишився в цьому клубі ще на два роки, оскільки контракт з «Лор'яном» завершився.
В сезоні 2015/16 Фалет був включений до символічної збірної Ліги 2, чим зацікавив клуби елітного дивізіону і в червні 2016 року уклав контракт з «Мецом» з Ліги 1, у складі якого провів наступний рік своєї кар'єри гравця, після чого в серпні 2017 року став гравцем німецького «Айнтрахта». У першому ж сезоні допоміг команді вперше за 30 років виграти Кубок Німеччини. Станом на 18 грудня 2018 року відіграв за франкфуртський клуб 29 матчів в національному чемпіонаті.

## Виступи за збірні
Через свого батька Фалет викликався до національної збірної Французької Гвіани у 2015 році, але так за неї і не дебютував.
Оскільки дідусь і бабуся Сімона був вихідцем з Гвінеї, у жовтні 2018 року він був запрошений до національної збірної Гвінеї і дебютував за неї 18 листопада 2018 року в кваліфікаційному матчі до Кубку африканських націй 2019 року проти Кот-д'Івуару (1:1)
| Дата       | Місто       | Господарі         | Результат | Гості       | Турнір                                     | Голи | Примітки |
| ---------- | ----------- | ----------------- | --------- | ----------- | ------------------------------------------ | ---- | -------- |
| 18-11-2018 | Конакрі     | Гвінея            | 1 – 1     | Кот-д'Івуар | Відбір до Кубка африканських націй 2019    | -    | 58'      |
| 07-06-2019 | Марракеш    | Гвінея            | 0 – 1     | Гамбія      | товариський матч                           | -    |          |
| 11-06-2019 | Марракеш    | Гвінея            | 0 – 1     | Бенін       | товариський матч                           | -    | 46'      |
| 16-06-2019 | Александрія | Єгипет            | 3 – 1     | Гвінея      | товариський матч                           | -    |          |
| 22-06-2019 | Александрія | Гвінея            | 2 – 2     | Мадагаскар  | Кубок африканських націй 2019 - 1-й етап   | -    |          |
| 26-06-2019 | Александрія | Нігерія           | 1 – 0     | Гвінея      | Кубок африканських націй 2019 - 1-й етап   | -    | 27'      |
| 30-06-2019 | Каїр        | Бурунді           | 0 – 2     | Гвінея      | Кубок африканських націй 2019 - 1-й етап   | -    |          |
| 07-07-2019 | Каїр        | Алжир             | 3 – 0     | Гвінея      | Кубок африканських націй 2019 - 1/8 фіналу | -    |          |
| 12-10-2019 | Версаль     | Коморські Острови | 1 – 0     | Гвінея      | товариський матч                           | -    |          |
| 15-10-2019 | Аліканте    | Чилі              | 3 – 2     | Гвінея      | товариський матч                           | -    |          |
| 14-11-2019 | Бамако      | Малі              | 2 – 2     | Гвінея      | Відбір до Кубка африканських націй 2021    | -    |          |
| 17-11-2019 | Конакрі     | Гвінея            | 2 – 0     | Намібія     | Відбір до Кубка африканських націй 2021    | -    | 28'      |
| 10-10-2020 | Фару        | Кабо-Верде        | 1 – 2     | Гвінея      | товариський матч                           | -    | 90+3'    |
| 11-11-2020 | Конакрі     | Гвінея            | 1 – 0     | Чад         | Відбір до Кубка африканських націй 2021    | -    |          |
| 15-11-2020 | Нджамена    | Чад               | 1 – 1     | Гвінея      | Відбір до Кубка африканських націй 2021    | -    |          |
| Усього     |             | Матчів            | 15        |             | Голів                                      | 0    |          |

## Титули і досягнення
- Володар Кубка Німеччини (1):

«Айнтрахт»: 2017–18